# Michał Belina-Prażmowski
Michał Belina-Prażmowski (ur. 27 stycznia 1892, zm. 12 września 1920 pod wsią Michale) – rotmistrz Wojska Polskiego.

## Życiorys
Urodził się 27 stycznia 1892, w rodzinie Bronisława (1862–1933) i Marii z Krzelimowskich (1869–1950).
7 kwietnia 1919 w Pałacu Mostowskich w Warszawie objął dowództwo 5 baterii artylerii konnej „Odsieczy Lwowa”. 26 maja tego roku razem z baterią wyjechał do Krakowa. Tam dowodzony przez niego pododdział rozwinięty został w 4 Dywizjon Artylerii Konnej, a on sam mianowany został dowódcą 1 baterii. Pod koniec października 1919 dowodził grupą w natarciu 13 Dywizji Piechoty i 4 Brygady Jazdy na Zwiahel w celu opanowania linii rzeki Słucz.
W styczniu 1920 w Górze Kalwarii pod Warszawą przystąpił do organizacji 6 Dywizjonu Artylerii Konnej. Następnie wyznaczony został na stanowisko dowódcy 4 dak. 27 sierpnia 1920 został zatwierdzony z dniem 1 kwietnia 1920 w stopniu rotmistrza, w kawalerii, w grupie oficerów byłych Korpusów Wschodnich i byłej armii rosyjskiej. Był wówczas oficerem 11 Pułku Ułanów odkomenderowanym do 1 Brygady Jazdy.

27 sierpnia 1920 objął, po rannym rotmistrzu Piotrze Massalskim, dowództwo 14 Pułku Ułanów Jazłowieckich i zaczął być tytułowany rotmistrzem. Dowodził pułkiem w bitwie pod Komarowem.
„Znamienny był dzień 12 września. Sforsowaliśmy wtedy Bug pod wsią Kosmowem. W momencie kiedy, już na wschodnim brzegu, nasz szwadron zsiadł z koni, podjechał do nas dowodzący pułkiem rotmistrz Belina-Prażmowski i w tej samej chwili usłyszeliśmy krótki gwizd pocisku, a przed frontem szwadronu rozerwał się granat. Dowódca pułku padł na miejscu razem z koniem [...]”.
Został pochowany w grobie rodzinnym na Cmentarzu Powązkowskim w Warszawie.
Pośmiertnie został mianowany majorem.

## Ordery i odznaczenia
- Krzyż Srebrny Orderu Wojskowego Virtuti Militari nr 2946[18] – pośmiertnie[19][20]
- Krzyż Walecznych[21][22]
- Medal Niepodległości – pośmiertnie 9 listopada 1932 „za pracę w dziele odzyskania niepodległości”[23][24][25]